# Muškovo

Muškovo - poloha v opštině Kratovo

Muškovo je vesnice ve východní části opštiny Kratovo, v Severovýchodním regionu Severní Makedonie.

## Poloha, popis
Leží v horách Osogovská planina, v nadmořské výšce okolo 1130 m. Od města Kratovo je po silnici R29271 vzdálena zhruba 16 km. V roce 2002 zde žilo 51 obyvatel, převážně pravoslavní Makedonci.